# Давыдов, Яков Петрович
Эта статья о депутате Моссовета. Статья о сатирике Я. П. Ядове (настоящая фамилия Давыдов) — здесь.
Я́ков Петро́вич Давы́дов (1882 — ноябрь 1920) — рабочий, депутат Моссовета (март 1917 — октябрь 1919).

## Биография
Работал в железнодорожных мастерских Московско-Казанской железной дороги. В начале 1917 года вступил в РСДРП(б).
В марте 1917 года был избран депутатом Моссовета; участвовал в Октябрьской революции. В 1918—1919 годах был секретарём партийной ячейки мастерских Московско-Казанской железной дороги, а также членом её Главного ревкома. Входил в состав Московского продовольственного комитета.
С октября 1919 года — на политработе в Красной Армии. Погиб при штурме Перекопа в 1920 году.

## Память
В 1922 году в Москве именем Якова Давыдова назван переулок (бывший 3-й Краснопрудный, у Казанского вокзала) — ныне в Красносельском районе Центрального округа.